# Goeracea
Goeracea is een geslacht van schietmotten van de familie Goeridae.

## Soorten
- G. genota (HH Ross, 1941)
- G. oregona DG Denning, 1968